# إيفو مالينوف
إيفو مالينوف هو لاعب كرة قدم بلغاري في مركز ظهير ‏، ولد في 29 يناير 1993 في بلغاريا. لعب مع بوتيف فراتسا.

## وصلات خارجية
- إيفو مالينوف على موقع قاعدة بيانات كرة القدم.إي يو (الإنجليزية)
- إيفو مالينوف على موقع Soccerway.com (الإنجليزية)